# I Kill Giants (film)
I Kill Giants è un film del 2017 diretto da Anders Walter, al suo esordio alla regia.
La pellicola è l'adattamento cinematografico dell'omonimo fumetto scritto da Joe Kelly e disegnato da J. M. Ken Niimura.

## Trama
Barbara è una ragazza solitaria e vittima di bullismo che nasconde un segreto: di notte, nella foresta, caccia i giganti. Un giorno incontra Sophia, una ragazza proveniente dall'Inghilterra che presto diventa sua amica e la aiuta nella sua particolare missione. Barbara vive al confine tra realtà e illusione ed è solita marinare la scuola, trattare male la psicologa della scuola e rendere la vita impossibile a sua sorella. La caccia ai giganti è solo un modo per fuggire dalla triste realtà che affligge la sua famiglia. Sua madre è malata terminale e da quando si è ammalata, Barbara non ha avuto mai il coraggio di andarla a trovare nella stanza della casa in cui è sottoposta alle cure. Piano piano, grazie all'aiuto di Sophia e della psicologa della scuola inizia ad accettare la realtà dei fatti e smette di combattere i giganti, capendo che loro non sono cattivi, ma vogliono solo aiutarla a rassegnarsi al destino che ha avuto sua madre. Barbara passa un'ultima estate al fianco della madre allettata che infine muore.

## Produzione
Le riprese del film iniziano il 27 settembre 2016.

## Promozione
Il primo trailer del film viene diffuso il 27 gennaio 2018, mentre il primo poster viene diffuso il 18 febbraio seguente.

## Distribuzione
Il film è stato presentato al Toronto International Film Festival il 9 settembre 2017.
La pellicola è stata distribuita nelle sale cinematografiche statunitensi e in video on demand a partire dal 23 marzo 2018.

## Riconoscimenti
- 2018 - Film Club's The Lost Weekend
  - Miglior attrice non protagonista a Zoe Saldana
- 2018 - Neuchâtel International Fantastic Film Festival
  - Candidatura per il miglior film fantastico europeo